# UGC 117
UGC 117 es una Galaxia espiral intermedia localizada en la constelación de Andrómeda.